# Ротково
Ротко́во — деревня в Гатчинском муниципальном округе Ленинградской области.

## История
Деревня являлась вотчиной императрицы Марии Фёдоровны из которой в 1806—1807 годах были выставлены ратники Императорского батальона милиции.
Деревня Роткова или Павлушкина из 9 дворов упоминается на «Топографической карте окрестностей Санкт-Петербурга» Ф. Ф. Шуберта 1831 года.

РАТКОВО — деревня принадлежит ведомству Гатчинского городового правления, число жителей по ревизии: 29 м. п., 41 ж. п. (1838 год)

Согласно карте Ф. Ф. Шуберта 1844 года деревня называлась Роткова (Павлушкина).
В деревне находился старообрядческий молельный дом, где совершались богослужения, крещения, венчания, исповеди и отпевания. В праздники в Ротково приезжал наставник из федосеевской моленной в Петербурге, находившейся на Фонтанке. 

РОТКОВО — деревня Гатчинского дворцового правления, по просёлочной дороге, число дворов — 8, число душ — 32 м. п. (1856 год)

Согласно «Топографической карте частей Санкт-Петербургской и Выборгской губерний» в 1860 году деревня Роткова (Павлушкина) состояла из 11 дворов.

РОТКОВО (РОТКОЛОВО, ПАВЛУШКИНО) — деревня удельная при колодце, число дворов — 12, число жителей: 40 м. п., 40 ж. п. (1862 год)

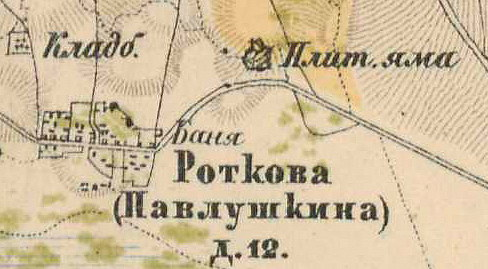
План деревни Ротково. 1885 год

В 1885 году, согласно карте окрестностей Петербурга, деревня насчитывала 12 дворов. Сборник же Центрального статистического комитета описывал её так:

РОТКОВА (ПАВЛУШКИНА) — деревня бывшая удельная, дворов — 17, жителей — 68; молитвенный дом раскольничий. (1885 год).

В конце XIX — начале XX века деревня административно относилась к Гатчинской волости 2-го стана Царскосельского уезда Санкт-Петербургской губернии.
К 1913 году количество дворов увеличилось до 27.
С 1917 по 1924 год деревня Ротково входила в состав Гатчинской волости Детскосельского (Гатчинского) уезда.
С 1924 года в составе Никольского сельсовета.
Согласно данным переписи населения СССР 1926 года в деревне Ротково Никольского сельсовета Троцкой волости Троцкого уезда проживали 134 человека, все русские. 
В 1928 году население деревни Ротково составляло 204 человека.
По административным данным 1933 года в состав Никольского сельсовета Красногвардейского района входили деревни Большое Ротково, Малое Ротково и Новое Ротково.

План деревни Ротково. 1939 год

Согласно топографической карте 1939 года деревня состояла из двух частей: Большое Ротково, оно насчитывало 31 двор, в деревне находилась церковь, и смежное с ним Малое Ротково, состоявшее из 10 дворов. К северу от деревни располагалось Новое Ротково из 8 дворов.
C 1 августа 1941 года по 31 декабря 1943 года деревня находилась в оккупации.
В 1958 году население деревни Ротково составляло 176 человек.
По данным 1966 и 1973 годов деревня Ротково также входила в состав Никольского сельсовета.
По данным 1990 года деревня Ротково входила в состав Большеколпанского сельсовета.
В 1997 году в деревне проживали 79 человек, в 2002 году — 68 человек (русские — 96%), в 2007 году — 57.

## География
Деревня расположена в северо-западной части района на автодороге 41К-103 (Никольское — Шпаньково).
Расстояние до административного центра поселения, деревни Большие Колпаны — 9 км.
Ближайшая железнодорожная станция — Войсковицы, расстояние до железнодорожной станции Гатчина-Балтийская — 19 км.

## Демография
| 1838 | 1862 | 1885 | 1928 | 1958 | 1997 | 2002 | 2007 | 2010 |
| ---- | ---- | ---- | ---- | ---- | ---- | ---- | ---- | ---- |
| 70   | ↗80  | ↘68  | ↗204 | ↘176 | ↘79  | ↘68  | ↘57  | ↘50  |
| 2011 | 2012 | 2017 |      |      |      |      |      |      |
| ↘39  | →39  | ↘27  |      |      |      |      |      |      |

### Национальный состав
Согласно данным Всероссийской переписи населения 2021 года в деревне проживали 68 человек, из них:
 русские — 65, лезгины — 2, финны — 1 человек.

## Предприятия и организации
В деревне Ротково расположено садоводство «Оазис», в нём 111 участков общей площадью 11 га.

## Транспорт
От Гатчины до деревни Ротково можно доехать на автобусе № 539.